# Liste der Nummer-eins-Hits in Finnland (1979)
Dies ist eine Liste der Nummer-eins-Hits in Finnland im Jahr 1979. Sie basiert auf den offiziellen Single Top und den Album Top, die im Auftrag von Musiikkituottajat, der finnischen Landesgruppe der IFPI, erstellt werden.

## Singles
| | Liste der Nummer-eins-Hits in Finnland | Liste der Nummer-eins-Hits in Finnland | Liste der Nummer-eins-Hits in Finnland                  | 1980 →                    |
| \| Zeitraum \| Wo. ges. \| Interpret \| Titel Autor(en) \| Zusätzliche Informationen \| \| (Zeitraum, Wochen auf Platz eins, Interpret, Titel, Autor[en], zusätzliche Informationen) \| \| \| \| \| \| ----------------------------------------------------------------------------------------- \| -------- \| -------------- \| ------------------------------------------------------- \| ------------------------- \| \| Dezember 1978 – Januar 1979 2 Monate \| 2 \| Kontra \| Jerry Cotton \| – \| \| Februar 1979 1 Monat (insgesamt 2) \| 2 \| ABBA \| Chiquitita Benny Goran Bror Andersson, Björn K. Ulvaeus \| – \| \| März 1978 1 Monat \| 1 \| Village People \| Y.M.C.A. Musik: Jacques Morali; Text: Henri Belolo \| – \| \| April 1979 1 Monat (insgesamt 2) \| 2 \| ABBA \| Chiquitita Benny Goran Bror Andersson, Björn K. Ulvaeus \| – \| \| Mai 1979 – August 1979 4 Monate \| 4 \| Tuomari Nurmio \| Valo yössä \| – \| \| August 1979 1 Monat \| 1 \| Eruption \| One Way Ticket Hank Hunter, Jack Walter Keller \| – \| \| September 1979 – Oktober 1979 2 Monate \| 2 \| Reijo Kallio \| Yksinäinen \| – \| \| November 1979 1 Monat \| 1 \| Ritz \| Locomotion Gerry Goffin, Carole King \| – \| \| Dezember 1979 – Januar 1980 2 Monate \| 2 \| Lea Laven \| Ei oo, ei tuu \| – \| |                                        |                                        |                                                         |                           |
| |                                        |                                        |                                                         | → 1980 →                  |
| Zeitraum | Wo. ges.                               | Interpret                              | Titel Autor(en)                                         | Zusätzliche Informationen |
| (Zeitraum, Wochen auf Platz eins, Interpret, Titel, Autor[en], zusätzliche Informationen) |                                        |                                        |                                                         |                           |
| Dezember 1978 – Januar 1979 2 Monate | 2                                      | Kontra                                 | Jerry Cotton                                            | –                         |
| Februar 1979 1 Monat (insgesamt 2) | 2                                      | ABBA                                   | Chiquitita Benny Goran Bror Andersson, Björn K. Ulvaeus | –                         |
| März 1978 1 Monat | 1                                      | Village People                         | Y.M.C.A. Musik: Jacques Morali; Text: Henri Belolo      | –                         |
| April 1979 1 Monat (insgesamt 2) | 2                                      | ABBA                                   | Chiquitita Benny Goran Bror Andersson, Björn K. Ulvaeus | –                         |
| Mai 1979 – August 1979 4 Monate | 4                                      | Tuomari Nurmio                         | Valo yössä                                              | –                         |
| August 1979 1 Monat | 1                                      | Eruption                               | One Way Ticket Hank Hunter, Jack Walter Keller          | –                         |
| September 1979 – Oktober 1979 2 Monate | 2                                      | Reijo Kallio                           | Yksinäinen                                              | –                         |
| November 1979 1 Monat | 1                                      | Ritz                                   | Locomotion Gerry Goffin, Carole King                    | –                         |
| Dezember 1979 – Januar 1980 2 Monate | 2                                      | Lea Laven                              | Ei oo, ei tuu                                           | –                         |

## Alben
| | Liste der Nummer-eins-Hits in Finnland | Liste der Nummer-eins-Hits in Finnland | Liste der Nummer-eins-Hits in Finnland | 1980 →                    |
| \| Zeitraum \| Wo. ges. \| Interpret \| Titel \| Zusätzliche Informationen \| \| (Zeitraum, Wochen auf Platz eins, Interpret, Titel, zusätzliche Informationen) \| \| \| \| \| \| ------------------------------------------------------------------------------ \| -------- \| -------------------------------- \| ------------------- \| ------------------------- \| \| Januar 1979 1 Monat \| 1 \| London Symphony Orchestra \| Classic Rock \| – \| \| Februar 1979 1 Monat \| 1 \| (Verschiedene Interpreten) \| Popworld \| – \| \| März 1979 1 Monat \| 1 \| (Verschiedene Interpreten) \| Finnhits 7 \| – \| \| April 1979 1 Monat \| 1 \| Francis Goya \| Summernight Moods \| – \| \| Mai 1979 – Juni 1979 2 Monate \| 2 \| ABBA \| Voulez-Vous \| – \| \| Juli 1979 – August 1979 2 Monate \| 2 \| Sleepy Sleepers \| The Mopott Show \| – \| \| September 1979 – Oktober 1979 2 Monate \| 2 \| Tuomari Nurmio & Köyhien Ystävät \| Kohdusta hautaan \| – \| \| November 1979 1 Monat \| 1 \| Boney M. \| Oceans of Fantasy \| – \| \| Dezember 1979 – Januar 1980 2 Monate \| 2 \| Tapio Rautavaara \| Reissumiehen taival \| – \| |                                        |                                        |                                        |                           |
| |                                        |                                        |                                        | → 1980 →                  |
| Zeitraum | Wo. ges.                               | Interpret                              | Titel                                  | Zusätzliche Informationen |
| (Zeitraum, Wochen auf Platz eins, Interpret, Titel, zusätzliche Informationen) |                                        |                                        |                                        |                           |
| Januar 1979 1 Monat | 1                                      | London Symphony Orchestra              | Classic Rock                           | –                         |
| Februar 1979 1 Monat | 1                                      | (Verschiedene Interpreten)             | Popworld                               | –                         |
| März 1979 1 Monat | 1                                      | (Verschiedene Interpreten)             | Finnhits 7                             | –                         |
| April 1979 1 Monat | 1                                      | Francis Goya                           | Summernight Moods                      | –                         |
| Mai 1979 – Juni 1979 2 Monate | 2                                      | ABBA                                   | Voulez-Vous                            | –                         |
| Juli 1979 – August 1979 2 Monate | 2                                      | Sleepy Sleepers                        | The Mopott Show                        | –                         |
| September 1979 – Oktober 1979 2 Monate | 2                                      | Tuomari Nurmio & Köyhien Ystävät       | Kohdusta hautaan                       | –                         |
| November 1979 1 Monat | 1                                      | Boney M.                               | Oceans of Fantasy                      | –                         |
| Dezember 1979 – Januar 1980 2 Monate | 2                                      | Tapio Rautavaara                       | Reissumiehen taival                    | –                         |

Siehe auch: Nummer-eins-Hits 1979 in  Australien, Belgien, Deutschland, Frankreich, Irland, Italien, Japan, Kanada, Neuseeland, den Niederlanden, Norwegen, Österreich, Schweden, der Schweiz, Spanien, den Vereinigten Staaten und im Vereinigten Königreich.